# Hòa Hưng, Xuyên Mộc
Hòa Hưng là một xã thuộc huyện Xuyên Mộc, tỉnh Bà Rịa – Vũng Tàu, Việt Nam.
Xã Hòa Hưng có diện tích 27,43 km², dân số năm 1999 là 4022 người, mật độ dân số đạt 147 người/km².
Xã Hòa Hưng nằm ở huyện Xuyên Mộc với vị trí địa lý:
- Phía Bắc giáp xã Bàu Lâm
- Phía Đông giáp xã Hòa Hội
- Phía Tây giáp huyện Châu Đức
- Phía Nam giáp xã Hòa Bình.

## Hành chính
Xã Hòa Hưng được chia thành 4 ấp: 1, 2, 3 và 4B.